# Warneckea macrantha
Warneckea macrantha är en tvåhjärtbladig växtart som beskrevs av Jacq.-fel.. Warneckea macrantha ingår i släktet Warneckea och familjen Melastomataceae. Inga underarter finns listade i Catalogue of Life.